# Effectif des équipes à la Gold Cup 2019
Cet article traite de la liste des joueurs sélectionnés pour disputer la Gold Cup 2019. 
Dans le règlement de la Gold Cup, la CONCACAF a inscrit que chaque sélection qualifiée pour les quarts de finale peut remplacer 4 de ses joueurs entre la phase de groupes et les quarts de finale en sélectionnant ces nouveaux joueurs parmi la pré-liste de 35 joueurs soumise avant le début de la compétition,.

## Groupe A

### Mexique
| Nom                | Nom                 | Équipe actuelle         | Date de naissance et âge*  | J.              | Buts            |                 |                 |                 |
| Gardiens de but    | Gardiens de but     | Gardiens de but         | Gardiens de but            | Gardiens de but | Gardiens de but | Gardiens de but | Gardiens de but | Gardiens de but |
| ------------------ | ------------------- | ----------------------- | -------------------------- | --------------- | --------------- | --------------- | --------------- | --------------- |
| 1                  | Jonathan Orozco     | Santos Laguna           | 12 mai 1986 (33 ans)       | 0               | 0               | 0               | 0               | 0               |
| 12                 | Hugo González       | Necaxa                  | 1er août 1990 (28 ans)     | 0               | 0               | 0               | 0               | 0               |
| 13                 | Guillermo Ochoa     | Standard de Liège       | 13 juillet 1985 (33 ans)   | 0               | 0               | 0               | 0               | 0               |
| Défenseurs         |                     |                         |                            |                 |                 |                 |                 |                 |
| 2                  | Néstor Araujo       | Celta Vigo              | 21 août 1991 (27 ans)      | 0               | 0               | 0               | 0               | 0               |
| 3                  | Carlos Salcedo      | Tigres UANL             | 29 septembre 1993 (25 ans) | 0               | 0               | 0               | 0               | 0               |
| 5                  | Diego Reyes         | CD Leganés              | 19 septembre 1992 (26 ans) | 0               | 0               | 0               | 0               | 0               |
| 15                 | Héctor Moreno       | Real Sociedad           | 17 janvier 1988 (31 ans)   | 0               | 0               | 0               | 0               | 0               |
| 17                 | César Montes        | CF Monterrey            | 24 février 1997 (22 ans)   | 0               | 0               | 0               | 0               | 0               |
| 19                 | Fernando Navarro    | Club León               | 18 avril 1989 (30 ans)     | 0               | 0               | 0               | 0               | 0               |
| 21                 | Luis Rodríguez      | Tigres UANL             | 21 janvier 1991 (28 ans)   | 0               | 0               | 0               | 0               | 0               |
| 23                 | Jesús Gallardo      | CF Monterrey            | 14 août 1994 (24 ans)      | 0               | 0               | 0               | 0               | 0               |
| Milieux de terrain |                     |                         |                            |                 |                 |                 |                 |                 |
| 4                  | Edson Álvarez       | Club América            | 24 octobre 1997 (21 ans)   | 0               | 0               | 0               | 0               | 0               |
| 6                  | Jonathan dos Santos | Los Angeles Galaxy      | 26 avril 1990 (25 ans)     | 0               | 0               | 0               | 0               | 0               |
| 7                  | Orbelín Pineda      | Cruz Azul               | 24 mars 1996 (23 ans)      | 0               | 0               | 0               | 0               | 0               |
| 8                  | Carlos Rodríguez    | CF Monterrey            | 3 janvier 1997 (22 ans)    | 0               | 0               | 0               | 0               | 0               |
| 10                 | Luis Montes         | Club León               | 15 mai 1986 (33 ans)       | 0               | 0               | 0               | 0               | 0               |
| 16                 | Erick Gutiérrez     | PSV Eindhoven           | 17 juin 1995 (23 ans)      | 0               | 0               | 0               | 0               | 0               |
| 18                 | Andrés Guardado     | Real Betis              | 28 septembre 1986 (32 ans) | 0               | 0               | 0               | 0               | 0               |
| 22                 | Uriel Antuna        | Los Angeles Galaxy      | 21 août 1997 (21 ans)      | 0               | 0               | 0               | 0               | 0               |
| Attaquants         |                     |                         |                            |                 |                 |                 |                 |                 |
| 9                  | Raúl Jiménez        | Wolverhampton Wanderers | 5 mai 1991 (28 ans)        | 0               | 0               | 0               | 0               | 0               |
| 11                 | Roberto Alvarado    | Cruz Azul               | 7 septembre 1998 (20 ans)  | 0               | 0               | 0               | 0               | 0               |
| 14                 | Alexis Vega         | CD Guadalajara          | 25 novembre 1997 (21 ans)  | 0               | 0               | 0               | 0               | 0               |
| 20                 | Rodolfo Pizarro     | CF Monterrey            | 15 février 1994 (25 ans)   | 0               | 0               | 0               | 0               | 0               |
| Sélectionneur      |                     |                         |                            |                 |                 |                 |                 |                 |
|                    | Gerardo Martino     |                         | 20 novembre 1962 (56 ans)  |                 |                 |                 |                 |                 |

### Canada
La liste des 23 joueurs est annoncée le 5 juin.
| Nom                | Nom                     | Équipe actuelle       | Date de naissance et âge*  | J.              | Buts            |                 |                 |                 |
| Gardiens de but    | Gardiens de but         | Gardiens de but       | Gardiens de but            | Gardiens de but | Gardiens de but | Gardiens de but | Gardiens de but | Gardiens de but |
| ------------------ | ----------------------- | --------------------- | -------------------------- | --------------- | --------------- | --------------- | --------------- | --------------- |
| 1                  | Jayson Leutwiler        | Blackburn Rovers      | 25 avril 1989 (30 ans)     | 0               | 0               | 0               | 0               | 0               |
| 18                 | Milan Borjan            | Étoile rouge Belgrade | 23 octobre 1987 (31 ans)   | 0               | 0               | 0               | 0               | 0               |
| 22                 | Maxime Crépeau          | Vancouver Whitecaps   | 11 avril 1994 (25 ans)     | 0               | 0               | 0               | 0               | 0               |
| Défenseurs         |                         |                       |                            |                 |                 |                 |                 |                 |
| 2                  | Zachary Brault-Guillard | Impact Montréal       | 30 décembre 1998 (20 ans)  | 0               | 0               | 0               | 0               | 0               |
| 3                  | Ashtone Morgan          | Toronto FC            | 9 février 1991 (28 ans)    | 0               | 0               | 0               | 0               | 0               |
| 4                  | Derek Cornelius         | Vancouver Whitecaps   | 25 novembre 1997 (21 ans)  | 0               | 0               | 0               | 0               | 0               |
| 15                 | Doneil Henry            | Vancouver Whitecaps   | 20 avril 1993 (26 ans)     | 0               | 0               | 0               | 0               | 0               |
| 17                 | Kamal Miller            | Orlando City SC       | 16 juin 1997 (21 ans)      | 0               | 0               | 0               | 0               | 0               |
| 23                 | Marcus Godinho          | Heart of Midlothian   | 28 juin 1997 (21 ans)      | 0               | 0               | 0               | 0               | 0               |
| Milieux de terrain |                         |                       |                            |                 |                 |                 |                 |                 |
| 5                  | Will Johnson            | Orlando City SC       | 21 janvier 1987 (32 ans)   | 0               | 0               | 0               | 0               | 0               |
| 6                  | Samuel Piette           | Impact Montréal       | 12 novembre 1994 (24 ans)  | 0               | 0               | 0               | 0               | 0               |
| 7                  | Russell Teibert         | Vancouver Whitecaps   | 22 décembre 1992 (26 ans)  | 0               | 0               | 0               | 0               | 0               |
| 8                  | Scott Arfield           | Rangers FC            | 1er novembre 1988 (30 ans) | 0               | 0               | 0               | 0               | 0               |
| 10                 | David Hoilett           | Cardiff City FC       | 5 juin 1990 (29 ans)       | 0               | 0               | 0               | 0               | 0               |
| 13                 | Atiba Hutchinson        | Beşiktaş              | 8 février 1983 (36 ans)    | 0               | 0               | 0               | 0               | 0               |
| 14                 | Mark-Anthony Kaye       | Los Angeles FC        | 2 décembre 1994 (24 ans)   | 0               | 0               | 0               | 0               | 0               |
| 16                 | Noble Okello            | Toronto FC            | 20 juillet 2000 (18 ans)   | 0               | 0               | 0               | 0               | 0               |
| 21                 | Jonathan Osorio         | Toronto FC            | 12 juin 1992 (27 ans)      | 0               | 0               | 0               | 0               | 0               |
| Attaquants         |                         |                       |                            |                 |                 |                 |                 |                 |
| 9                  | Cyle Larin              | Beşiktaş              | 17 avril 1995 (24 ans)     | 0               | 0               | 0               | 0               | 0               |
| 11                 | Liam Millar             | Kilmarnock FC         | 27 septembre 1999 (19 ans) | 0               | 0               | 0               | 0               | 0               |
| 12                 | Alphonso Davies         | Bayern Munich         | 2 novembre 2000 (18 ans)   | 0               | 0               | 0               | 0               | 0               |
| 19                 | Lucas Cavallini         | CF Puebla             | 28 décembre 1992 (26 ans)  | 0               | 0               | 0               | 0               | 0               |
| 20                 | Jonathan David          | La Gantoise           | 14 janvier 2000 (19 ans)   | 0               | 0               | 0               | 0               | 0               |
| Sélectionneur      |                         |                       |                            |                 |                 |                 |                 |                 |
|                    | John Herdman            |                       | 19 juillet 1975 (43 ans)   |                 |                 |                 |                 |                 |

### Martinique
La liste des 23 joueurs est annoncée le 7 juin.
| Nom                | Nom                       | Équipe actuelle    | Date de naissance et âge*  | J.              | Buts            |                 |                 |                 |
| Gardiens de but    | Gardiens de but           | Gardiens de but    | Gardiens de but            | Gardiens de but | Gardiens de but | Gardiens de but | Gardiens de but | Gardiens de but |
| ------------------ | ------------------------- | ------------------ | -------------------------- | --------------- | --------------- | --------------- | --------------- | --------------- |
| 1                  | Loïc Chauvet              | Golden Lion        | 30 avril 1988 (31 ans)     | 3               | 0               | 0               | 0               | 0               |
| 16                 | Arnaud Huygues des Étages | Aiglon du Lamentin | 30 décembre 1985 (33 ans)  | 0               | 0               | 0               | 0               | 0               |
| 23                 | Stéphane Michalet         | US Robert          | 16 mars 1989 (30 ans)      | 0               | 0               | 0               | 0               | 0               |
| Défenseurs         |                           |                    |                            |                 |                 |                 |                 |                 |
| 2                  | Yordan Thimon             | Club franciscain   | 10 septembre 1996 (22 ans) | 1               | 0               | 0               | 0               | 0               |
| 4                  | Rodrigue César            | Club Colonial      | 14 avril 1988 (31 ans)     | 0               | 0               | 0               | 0               | 0               |
| 5                  | Karl Vitulin              | AS Samaritaine     | 15 janvier 1991 (28 ans)   | 1               | 0               | 0               | 0               | 0               |
| 6                  | Jean-Sylvain Babin        | Sporting de Gijón  | 14 octobre 1986 (32 ans)   | 3               | 0               | 0               | 0               | 0               |
| 8                  | Jordy Delem               | Seattle Sounders   | 18 mars 1993 (26 ans)      | 3               | 1               | 2               | 0               | 0               |
| 18                 | Samuel Camille            | CD Tenerife        | 2 février 1986 (33 ans)    | 3               | 0               | 1               | 0               | 0               |
| 21                 | Sébastien Crétinoir       | Golden Lion        | 12 février 1986 (33 ans)   | 0               | 0               | 0               | 0               | 0               |
| 22                 | Romario Barthéléry        | Golden Lion        | 24 juin 1994 (24 ans)      | 2               | 0               | 0               | 0               | 0               |
| Milieux de terrain |                           |                    |                            |                 |                 |                 |                 |                 |
| 3                  | Joris Marveaux            | Gazélec Ajaccio    | 15 août 1982 (36 ans)      | 3               | 1               | 1               | 0               | 0               |
| 11                 | Grégory Eneleda           | Golden Star        | 1er décembre 1989 (29 ans) | 0               | 0               | 0               | 0               | 0               |
| 13                 | Christof Jougon           | Club franciscain   | 10 juillet 1995 (23 ans)   | 2               | 0               | 0               | 0               | 0               |
| 14                 | Yann Thimon               | Club franciscain   | 1er janvier 1990 (29 ans)  | 2               | 0               | 1               | 0               | 0               |
| 15                 | Audrick Linord            | US Robert          | 17 avril 1987 (32 ans)     | 1               | 0               | 0               | 0               | 0               |
| 19                 | Daniel Hérelle            | Golden Lion        | 17 octobre 1988 (30 ans)   | 3               | 0               | 0               | 0               | 0               |
| Attaquants         |                           |                    |                            |                 |                 |                 |                 |                 |
| 7                  | Grégory Pastel            | RC Rivière-Pilote  | 18 septembre 1990 (28 ans) | 1               | 0               | 0               | 0               | 0               |
| 9                  | Kévin Fortuné             | ESTAC Troyes       | 6 août 1989 (29 ans)       | 3               | 1               | 0               | 0               | 0               |
| 10                 | Mickaël Biron             | Golden Lion        | 26 août 1997 (21 ans)      | 2               | 0               | 1               | 0               | 0               |
| 12                 | Johnny Marajo             | Club franciscain   | 12 octobre 1993 (25 ans)   | 3               | 0               | 0               | 0               | 0               |
| 17                 | Kévin Parsemain           | Golden Lion        | 13 février 1988 (31 ans)   | 3               | 1               | 0               | 0               | 0               |
| 20                 | Stéphane Abaul            | Club franciscain   | 23 novembre 1991 (27 ans)  | 3               | 1               | 0               | 0               | 0               |
| Sélectionneur      |                           |                    |                            |                 |                 |                 |                 |                 |
|                    | Mario Bocaly              |                    | 28 juillet 1978 (40 ans)   |                 |                 |                 |                 |                 |

### Cuba
La liste des 23 joueurs est annoncée le 7 juin.
| Nom                | Nom                   | Équipe actuelle      | Date de naissance et âge*  | J.              | Buts            |                 |                 |                 |
| Gardiens de but    | Gardiens de but       | Gardiens de but      | Gardiens de but            | Gardiens de but | Gardiens de but | Gardiens de but | Gardiens de but | Gardiens de but |
| ------------------ | --------------------- | -------------------- | -------------------------- | --------------- | --------------- | --------------- | --------------- | --------------- |
| 1                  | Sandy Sánchez         | Jarabacoa FC         | 24 mai 1994 (25 ans)       | 0               | 0               | 0               | 0               | 0               |
| 12                 | Elier Pozo            | FC Pinar del Río     | 28 janvier 1995 (24 ans)   | 0               | 0               | 0               | 0               | 0               |
| 21                 | Nelson Johnston       | FC Santiago de Cuba  | 25 février 1990 (29 ans)   | 0               | 0               | 0               | 0               | 0               |
| Défenseurs         |                       |                      |                            |                 |                 |                 |                 |                 |
| 3                  | Erick Rizo            | FC Santiago de Cuba  | 7 mars 1991 (28 ans)       | 0               | 0               | 0               | 0               | 0               |
| 4                  | Yasmany López         | FC Ciego de Ávila    | 11 octobre 1987 (31 ans)   | 0               | 0               | 0               | 0               | 0               |
| 5                  | Dariel Morejón        | FC Villa Clara       | 21 décembre 1998 (20 ans)  | 0               | 0               | 0               | 0               | 0               |
| 6                  | Yosel Piedra          | Universidad SC       | 27 mars 1994 (25 ans)      | 0               | 0               | 0               | 0               | 0               |
| 14                 | Karel Espino          | FC Artemisa          | 27 octobre 2001 (17 ans)   | 0               | 0               | 0               | 0               | 0               |
| 15                 | Lionis Martínez       | FC Santiago de Cuba  | 3 février 1989 (30 ans)    | 0               | 0               | 0               | 0               | 0               |
| Milieux de terrain |                       |                      |                            |                 |                 |                 |                 |                 |
| 2                  | Andy Baquero          | Delfines del Este FC | 17 août 1994 (24 ans)      | 0               | 0               | 0               | 0               | 0               |
| 7                  | Rolando Abreu         | FC Santiago de Cuba  | 15 mai 1992 (27 ans)       | 0               | 0               | 0               | 0               | 0               |
| 8                  | Alejandro Portal      | FC Mayabeque         | 21 octobre 1995 (23 ans)   | 0               | 0               | 0               | 0               | 0               |
| 10                 | Arichel Hernández     | Independiente        | 20 septembre 1993 (25 ans) | 0               | 0               | 0               | 0               | 0               |
| 11                 | Yordan Santa Cruz     | Jarabacoa FC         | 7 octobre 1993 (25 ans)    | 0               | 0               | 0               | 0               | 0               |
| 13                 | Aníbal Álvarez        | FC Ciego de Ávila    | 25 mai 1995 (24 ans)       | 0               | 0               | 0               | 0               | 0               |
| 16                 | Daniel Luis Sáez      | Delfines del Este FC | 11 mai 1994 (25 ans)       | 0               | 0               | 0               | 0               | 0               |
| 17                 | Jean Carlos Rodríguez | FC Pinar del Río     | 27 mai 1999 (20 ans)       | 0               | 0               | 0               | 0               | 0               |
| 18                 | Reynaldo Pérez        | Delfines del Este FC | 22 janvier 1994 (25 ans)   | 0               | 0               | 0               | 0               | 0               |
| 19                 | Jorge Kindelán        | FC Santiago de Cuba  | 12 avril 1986 (33 ans)     | 0               | 0               | 0               | 0               | 0               |
| 20                 | Luismel Morris        | CF Camagüey          | 14 décembre 1997 (21 ans)  | 0               | 0               | 0               | 0               | 0               |
| 22                 | Roberney Caballero    | FC Villa Clara       | 2 novembre 1995 (23 ans)   | 0               | 0               | 0               | 0               | 0               |
| Attaquants         |                       |                      |                            |                 |                 |                 |                 |                 |
| 9                  | Maikel Reyes          | FC Pinar del Río     | 4 mars 1993 (26 ans)       | 0               | 0               | 0               | 0               | 0               |
| 23                 | Luis Paradela         | Universidad SC       | 21 janvier 1997 (22 ans)   | 0               | 0               | 0               | 0               | 0               |
| Sélectionneur      |                       |                      |                            |                 |                 |                 |                 |                 |
|                    | Raúl Mederos          |                      | 8 août 1967 (51 ans)       |                 |                 |                 |                 |                 |

## Groupe B

### Costa Rica
La liste des 23 joueurs est annoncée le 5 juin.
| Nom                | Nom                | Équipe actuelle    | Date de naissance et âge* | J.              | Buts            |                 |                 |                 |
| Gardiens de but    | Gardiens de but    | Gardiens de but    | Gardiens de but           | Gardiens de but | Gardiens de but | Gardiens de but | Gardiens de but | Gardiens de but |
| ------------------ | ------------------ | ------------------ | ------------------------- | --------------- | --------------- | --------------- | --------------- | --------------- |
| 1                  | Bryan Segura       | Pérez Zeledón      | 14 janvier 1997 (22 ans)  | 0               | 0               | 0               | 0               | 0               |
| 18                 | Marco Madrigal     | AD San Carlos      | 3 août 1985 (33 ans)      | 0               | 0               | 0               | 0               | 0               |
| 23                 | Leonel Moreira     | CF Pachuca         | 2 avril 1990 (29 ans)     | 0               | 0               | 0               | 0               | 0               |
| Défenseurs         |                    |                    |                           |                 |                 |                 |                 |                 |
| 3                  | Giancarlo González | Los Angeles Galaxy | 8 février 1988 (31 ans)   | 0               | 0               | 0               | 0               | 0               |
| 4                  | Keysher Fuller     | Herediano          | 12 juillet 1994 (24 ans)  | 0               | 0               | 0               | 0               | 0               |
| 6                  | Óscar Duarte       | Espanyol Barcelone | 3 juin 1989 (30 ans)      | 0               | 0               | 0               | 0               | 0               |
| 8                  | Bryan Oviedo       | Sunderland AFC     | 18 février 1990 (29 ans)  | 0               | 0               | 0               | 0               | 0               |
| 15                 | Francisco Calvo    | Chicago Fire       | 8 juillet 1992 (26 ans)   | 0               | 0               | 0               | 0               | 0               |
| 16                 | Cristian Gamboa    | Celtic FC          | 24 octobre 1989 (29 ans)  | 0               | 0               | 0               | 0               | 0               |
| 19                 | Kendall Waston     | FC Cincinnati      | 1er janvier 1988 (31 ans) | 0               | 0               | 0               | 0               | 0               |
| 22                 | Rónald Matarrita   | New York City FC   | 9 juillet 1994 (24 ans)   | 0               | 0               | 0               | 0               | 0               |
| Milieux de terrain |                    |                    |                           |                 |                 |                 |                 |                 |
| 2                  | Randall Leal       | Deportivo Saprissa | 14 janvier 1997 (22 ans)  | 0               | 0               | 0               | 0               | 0               |
| 5                  | Celso Borges       | Göztepe SK         | 27 mai 1988 (31 ans)      | 0               | 0               | 0               | 0               | 0               |
| 7                  | Christian Bolaños  | Deportivo Saprissa | 8 février 1988 (31 ans)   | 0               | 0               | 0               | 0               | 0               |
| 10                 | Bryan Ruiz         | Santos FC          | 18 août 1985 (33 ans)     | 0               | 0               | 0               | 0               | 0               |
| 13                 | Allan Cruz         | FC Cincinnati      | 24 février 1996 (23 ans)  | 0               | 0               | 0               | 0               | 0               |
| 17                 | Yeltsin Tejeda     | Herediano          | 17 mars 1992 (27 ans)     | 0               | 0               | 0               | 0               | 0               |
| 20                 | Elías Aguilar      | Jeju United FC     | 7 novembre 1991 (27 ans)  | 0               | 0               | 0               | 0               | 0               |
| Attaquants         |                    |                    |                           |                 |                 |                 |                 |                 |
| 9                  | Álvaro Saborío     | AD San Carlos      | 25 mars 1982 (37 ans)     | 0               | 0               | 0               | 0               | 0               |
| 11                 | Mayron George      | FC Midtjylland     | 23 octobre 1993 (25 ans)  | 0               | 0               | 0               | 0               | 0               |
| 12                 | Joel Campbell      | Club León          | 26 juin 1992 (22 ans)     | 0               | 0               | 0               | 0               | 0               |
| 14                 | Jonathan McDonald  | Al-Ahli            | 28 octobre 1987 (31 ans)  | 0               | 0               | 0               | 0               | 0               |
| Sélectionneur      |                    |                    |                           |                 |                 |                 |                 |                 |
|                    | Gustavo Matosas    |                    | 27 mai 1967 (52 ans)      |                 |                 |                 |                 |                 |

### Haïti
La liste des 23 joueurs est annoncée le 7 juin.
| Nom                | Nom                   | Équipe actuelle               | Date de naissance et âge* | J.              | Buts            |                 |                 |                 |
| Gardiens de but    | Gardiens de but       | Gardiens de but               | Gardiens de but           | Gardiens de but | Gardiens de but | Gardiens de but | Gardiens de but | Gardiens de but |
| ------------------ | --------------------- | ----------------------------- | ------------------------- | --------------- | --------------- | --------------- | --------------- | --------------- |
| 1                  | Johny Placide         | Sans club                     | 29 janvier 1988 (31 ans)  | 5               | 0               | 0               | 0               | 0               |
| 12                 | Josué Duverger        | Vitória Setúbal               | 27 avril 2000 (19 ans)    | 0               | 0               | 0               | 0               | 0               |
| 23                 | Isaac Rouaud Simon    | Vannes OC                     | 12 février 1998 (21 ans)  | 0               | 0               | 0               | 0               | 0               |
| Défenseurs         |                       |                               |                           |                 |                 |                 |                 |                 |
| 2                  | Carlens Arcus         | AJ Auxerre                    | 28 juin 1996 (22 ans)     | 4               | 0               | 1               | 0               | 0               |
| 3                  | Mechack Jérôme        | El Paso Locomotive FC         | 21 avril 1990 (29 ans)    | 1               | 0               | 0               | 0               | 0               |
| 4                  | Ricardo Adé           | Deportes Magallanes           | 21 mai 1990 (29 ans)      | 1               | 0               | 0               | 0               | 0               |
| 5                  | Djimy Alexis          | AS Capoise                    | 8 octobre 1997 (21 ans)   | 1               | 1               | 0               | 0               | 0               |
| 6                  | Jems Geffrard         | Fresno FC                     | 26 août 1994 (24 ans)     | 5               | 0               | 0               | 0               | 0               |
| 10                 | Wilde-Donald Guerrier | Qarabağ FK                    | 31 mars 1989 (30 ans)     | 4               | 1               | 2               | 0               | 0               |
| 16                 | Andrew Jean-Baptiste  | Umeå FC                       | 16 juin 1992 (26 ans)     | 4               | 0               | 0               | 0               | 0               |
| 22                 | Alex Junior Christian | FC Ararat-Armenia             | 5 décembre 1993 (25 ans)  | 4               | 0               | 0               | 0               | 0               |
| Milieux de terrain |                       |                               |                           |                 |                 |                 |                 |                 |
| 8                  | Zachary Herivaux      | New England Revolution        | 1er février 1996 (23 ans) | 4               | 0               | 0               | 0               | 0               |
| 13                 | Bicou Bissainthe      | North Texas SC                | 15 mars 1999 (20 ans)     | 2               | 0               | 0               | 0               | 0               |
| 14                 | Charles Hérold Jr.    | Cibao FC                      | 23 juillet 1990 (28 ans)  | 2               | 0               | 0               | 0               | 0               |
| 17                 | Dutherson Clerveaux   | AS Cavaly                     | 20 janvier 1999 (20 ans)  | 0               | 0               | 0               | 0               | 0               |
| 19                 | Steeven Saba          | Violette AC                   | 24 février 1993 (26 ans)  | 5               | 1               | 1               | 0               | 0               |
| 21                 | Bryan Alceus          | C' Chartres Football          | 1er février 1996 (23 ans) | 5               | 0               | 1               | 0               | 0               |
| Attaquants         |                       |                               |                           |                 |                 |                 |                 |                 |
| 7                  | Hervé Bazile          | Le Havre AC                   | 18 mars 1990 (29 ans)     | 3               | 1               | 0               | 0               | 0               |
| 9                  | Duckens Nazon         | Saint-Trond VV                | 7 avril 1994 (25 ans)     | 5               | 2               | 0               | 0               | 0               |
| 11                 | Derrick Etienne       | New York Red Bulls            | 25 novembre 1996 (22 ans) | 5               | 0               | 1               | 0               | 0               |
| 15                 | Mikaël Cantave        | CD Tropezón                   | 25 octobre 1996 (22 ans)  | 3               | 0               | 0               | 0               | 0               |
| 18                 | Jonel Désiré          | Lori FC                       | 12 février 1997 (22 ans)  | 4               | 0               | 1               | 0               | 0               |
| 20                 | Frantzdy Pierrot      | Royal Excel Mouscron Péruwelz | 29 mars 1995 (24 ans)     | 4               | 2               | 1               | 0               | 0               |
| Sélectionneur      |                       |                               |                           |                 |                 |                 |                 |                 |
|                    | Marc Collat           |                               | 24 mai 1950 (69 ans)      |                 |                 |                 |                 |                 |

### Nicaragua
La liste des 23 joueurs est annoncée le 7 juin.
| Nom                | Nom               | Équipe actuelle       | Date de naissance et âge*  | J.              | Buts            |                 |                 |                 |
| Gardiens de but    | Gardiens de but   | Gardiens de but       | Gardiens de but            | Gardiens de but | Gardiens de but | Gardiens de but | Gardiens de but | Gardiens de but |
| ------------------ | ----------------- | --------------------- | -------------------------- | --------------- | --------------- | --------------- | --------------- | --------------- |
| 1                  | Justo Lorente     | Managua FC            | 27 février 1984 (35 ans)   | 0               | 0               | 0               | 0               | 0               |
| 12                 | Henry Maradiaga   | Juventus Managua      | 5 février 1990 (29 ans)    | 0               | 0               | 0               | 0               | 0               |
| 23                 | Bryan Rodríguez   | AD Carmelita          | 23 septembre 1996 (22 ans) | 0               | 0               | 0               | 0               | 0               |
| Défenseurs         |                   |                       |                            |                 |                 |                 |                 |                 |
| 2                  | Josué Quijano     | Real Estelí           | 10 mars 1991 (28 ans)      | 0               | 0               | 0               | 0               | 0               |
| 3                  | Manuel Rosas      | Real Estelí           | 14 octobre 1983 (35 ans)   | 0               | 0               | 0               | 0               | 0               |
| 4                  | René Huete        | CD Walter Ferretti    | 5 juin 1995 (24 ans)       | 0               | 0               | 0               | 0               | 0               |
| 5                  | Carlos Montenegro | AD Carmelita          | 7 janvier 1991 (28 ans)    | 0               | 0               | 0               | 0               | 0               |
| 6                  | Luis Copete       | Always Ready          | 12 février 1989 (30 ans)   | 0               | 0               | 0               | 0               | 0               |
| 19                 | Camphers Pérez    | Managua FC            | 13 mai 1998 (21 ans)       | 0               | 0               | 0               | 0               | 0               |
| 20                 | Oscar López       | Real Estelí           | 27 février 1992 (27 ans)   | 0               | 0               | 0               | 0               | 0               |
| 21                 | Francisco Flores  | Santos de Guápiles FC | 2 avril 1988 (31 ans)      | 0               | 0               | 0               | 0               | 0               |
| Milieux de terrain |                   |                       |                            |                 |                 |                 |                 |                 |
| 8                  | Marlon López      | Real Estelí           | 2 novembre 1992 (26 ans)   | 0               | 0               | 0               | 0               | 0               |
| 9                  | Daniel Cadena     | UD Algaida            | 9 février 1987 (32 ans)    | 0               | 0               | 0               | 0               | 0               |
| 13                 | Junior Arteaga    | Juventus Managua      | 9 décembre 1999 (19 ans)   | 0               | 0               | 0               | 0               | 0               |
| 14                 | Kevin Serapio     | Managua FC            | 9 avril 1996 (23 ans)      | 0               | 0               | 0               | 0               | 0               |
| 16                 | Armanto Gkoufas   | PASA Iródotos         | 2 février 1995 (24 ans)    | 0               | 0               | 0               | 0               | 0               |
| 17                 | Renato Punyed     | Nybergsund IL-Trysil  | 22 août 1995 (23 ans)      | 0               | 0               | 0               | 0               | 0               |
| 18                 | Jorge Betancur    | Real Estelí           | 19 août 1991 (27 ans)      | 0               | 0               | 0               | 0               | 0               |
| 22                 | Agenor Báez       | Managua FC            | 18 décembre 1997 (21 ans)  | 0               | 0               | 0               | 0               | 0               |
| Attaquants         |                   |                       |                            |                 |                 |                 |                 |                 |
| 7                  | Carlos Chavarría  | Padideh FC            | 2 mai 1994 (25 ans)        | 0               | 0               | 0               | 0               | 0               |
| 10                 | Luis Galeano      | Real Estelí           | 15 octobre 1991 (27 ans)   | 0               | 0               | 0               | 0               | 0               |
| 11                 | Juan Barrera      | CSD Municipal         | 2 mai 1989 (30 ans)        | 0               | 0               | 0               | 0               | 0               |
| 15                 | Byron Bonilla     | Municipal Grecia      | 30 août 1993 (25 ans)      | 0               | 0               | 0               | 0               | 0               |
| Sélectionneur      |                   |                       |                            |                 |                 |                 |                 |                 |
|                    | Henry Duarte      |                       | 5 octobre 1958 (60 ans)    |                 |                 |                 |                 |                 |

### Bermudes
La liste des 23 joueurs est annoncée le 31 mai,.
| Nom                | Nom               | Équipe actuelle           | Date de naissance et âge*  | J.              | Buts            |                 |                 |                 |
| Gardiens de but    | Gardiens de but   | Gardiens de but           | Gardiens de but            | Gardiens de but | Gardiens de but | Gardiens de but | Gardiens de but | Gardiens de but |
| ------------------ | ----------------- | ------------------------- | -------------------------- | --------------- | --------------- | --------------- | --------------- | --------------- |
| 1                  | Dale Eve          | Robin Hood FC             | 9 février 1995 (24 ans)    | 0               | 0               | 0               | 0               | 0               |
| 12                 | Jahquil Hill      | Hereford FC               | 15 janvier 1997 (22 ans)   | 0               | 0               | 0               | 0               | 0               |
| 23                 | Quinaceo Hunt     | Wakefield FC              | 21 janvier 2000 (19 ans)   | 0               | 0               | 0               | 0               | 0               |
| Défenseurs         |                   |                           |                            |                 |                 |                 |                 |                 |
| 3                  | Calon Minors      | Sans club                 | 11 juillet 1996 (22 ans)   | 0               | 0               | 0               | 0               | 0               |
| 4                  | Roger Lee         | Tallinna Kalev            | 1er juillet 1991 (27 ans)  | 0               | 0               | 0               | 0               | 0               |
| 5                  | Oliver Harvey     | Sans club                 | 28 août 1993 (25 ans)      | 0               | 0               | 0               | 0               | 0               |
| 6                  | Jaylon Bather     | Robin Hood FC             | 31 décembre 1992 (26 ans)  | 0               | 0               | 0               | 0               | 0               |
| 16                 | Dante Leverock    | Sligo Rovers FC           | 11 avril 1992 (27 ans)     | 0               | 0               | 0               | 0               | 0               |
| 17                 | Justin Donawa     | Sans club                 | 27 juin 1996 (22 ans)      | 0               | 0               | 0               | 0               | 0               |
| Milieux de terrain |                   |                           |                            |                 |                 |                 |                 |                 |
| 2                  | Chikosi Basden    | Hatfield Town FC          | 1er février 1995 (24 ans)  | 0               | 0               | 0               | 0               | 0               |
| 7                  | Lejuan Simmons    | Robin Hood FC             | 7 avril 1993 (26 ans)      | 0               | 0               | 0               | 0               | 0               |
| 8                  | Donte Brangman    | Southampton Rangers SC    | 26 juin 1994 (24 ans)      | 0               | 0               | 0               | 0               | 0               |
| 10                 | Zeiko Lewis       | Charleston Battery        | 4 juin 1994 (25 ans)       | 0               | 0               | 0               | 0               | 0               |
| 11                 | Willie Clemons    | Bodens BK                 | 24 septembre 1994 (24 ans) | 0               | 0               | 0               | 0               | 0               |
| 13                 | Osagi Bascome     | Robin Hood FC             | 17 avril 1998 (21 ans)     | 0               | 0               | 0               | 0               | 0               |
| 14                 | Cecoy Robinson    | PHC Zebras                | 10 octobre 1987 (31 ans)   | 0               | 0               | 0               | 0               | 0               |
| 15                 | Milan Butterfield | Kidderminster Harriers FC | 24 janvier 1998 (21 ans)   | 0               | 0               | 0               | 0               | 0               |
| 18                 | Tre Ming          | PHC Zebras                | 11 avril 1994 (25 ans)     | 0               | 0               | 0               | 0               | 0               |
| 19                 | Reggie Lambe      | Cambridge United FC       | 4 février 1991 (28 ans)    | 0               | 0               | 0               | 0               | 0               |
| 20                 | Liam Evans        | Robin Hood FC             | 1er mai 1997 (22 ans)      | 0               | 0               | 0               | 0               | 0               |
| 22                 | Marco Warren      | PHC Zebras                | 13 décembre 1993 (25 ans)  | 0               | 0               | 0               | 0               | 0               |
| Attaquants         |                   |                           |                            |                 |                 |                 |                 |                 |
| 9                  | Jonté Smith       | Oxford United FC          | 10 juillet 1994 (24 ans)   | 0               | 0               | 0               | 0               | 0               |
| 21                 | Nahki Wells       | Queens Park Rangers FC    | 1er juin 1990 (29 ans)     | 0               | 0               | 0               | 0               | 0               |
| Sélectionneur      |                   |                           |                            |                 |                 |                 |                 |                 |
|                    | Kyle Lightbourne  |                           | 29 septembre 1968 (50 ans) |                 |                 |                 |                 |                 |

## Groupe C

### Honduras
La liste des 23 joueurs est annoncée le 7 juin.
| Nom                | Nom                | Équipe actuelle    | Date de naissance et âge*  | J.              | Buts            |                 |                 |                 |
| Gardiens de but    | Gardiens de but    | Gardiens de but    | Gardiens de but            | Gardiens de but | Gardiens de but | Gardiens de but | Gardiens de but | Gardiens de but |
| ------------------ | ------------------ | ------------------ | -------------------------- | --------------- | --------------- | --------------- | --------------- | --------------- |
| 1                  | Luis López         | Real España        | 13 septembre 1993 (25 ans) | 0               | 0               | 0               | 0               | 0               |
| 18                 | Rafael Zúñiga      | Platense           | 13 mai 1990 (29 ans)       | 0               | 0               | 0               | 0               | 0               |
| 22                 | Harold Fonseca     | CDS Vida           | 8 octobre 1993 (25 ans)    | 0               | 0               | 0               | 0               | 0               |
| Défenseurs         |                    |                    |                            |                 |                 |                 |                 |                 |
| 2                  | Félix Crisanto     | Lobos BUAP         | 9 septembre 1990 (28 ans)  | 0               | 0               | 0               | 0               | 0               |
| 3                  | Maynor Figueroa    | Houston Dynamo     | 2 mai 1983 (36 ans)        | 0               | 0               | 0               | 0               | 0               |
| 4                  | Henry Figueroa     | LD Alajuelense     | 28 décembre 1992 (26 ans)  | 0               | 0               | 0               | 0               | 0               |
| 5                  | Éver Alvarado      | CD Olimpia         | 30 janvier 1992 (27 ans)   | 0               | 0               | 0               | 0               | 0               |
| 7                  | Emilio Izaguirre   | Celtic FC          | 10 mai 1986 (33 ans)       | 0               | 0               | 0               | 0               | 0               |
| 8                  | José Reyes         | CD Olimpia         | 5 novembre 1997 (21 ans)   | 0               | 0               | 0               | 0               | 0               |
| 13                 | Danilo Acosta      | Orlando City SC    | 17 octobre 1997 (21 ans)   | 0               | 0               | 0               | 0               | 0               |
| 15                 | Denil Maldonado    | FC Motagua         | 26 mai 1998 (21 ans)       | 0               | 0               | 0               | 0               | 0               |
| 21                 | Brayan Beckeles    | Necaxa             | 28 novembre 1985 (33 ans)  | 0               | 0               | 0               | 0               | 0               |
| Milieux de terrain |                    |                    |                            |                 |                 |                 |                 |                 |
| 6                  | Bryan Acosta       | FC Dallas          | 24 novembre 1993 (25 ans)  | 0               | 0               | 0               | 0               | 0               |
| 10                 | Alexander López    | LD Alajuelense     | 6 mai 1992 (27 ans)        | 0               | 0               | 0               | 0               | 0               |
| 14                 | Michaell Chirinos  | Lobos BUAP         | 17 juin 1995 (23 ans)      | 0               | 0               | 0               | 0               | 0               |
| 16                 | Héctor Castellanos | FC Motagua         | 28 décembre 1992 (26 ans)  | 0               | 0               | 0               | 0               | 0               |
| 19                 | Luis Garrido       | LD Alajuelense     | 5 novembre 1990 (28 ans)   | 0               | 0               | 0               | 0               | 0               |
| 20                 | Jorge Álvarez      | CD Olimpia         | 28 janvier 1998 (21 ans)   | 0               | 0               | 0               | 0               | 0               |
| Attaquants         |                    |                    |                            |                 |                 |                 |                 |                 |
| 9                  | Anthony Lozano     | Gérone FC          | 25 avril 1993 (26 ans)     | 0               | 0               | 0               | 0               | 0               |
| 11                 | Rubilio Castillo   | Deportivo Saprissa | 26 novembre 1991 (27 ans)  | 0               | 0               | 0               | 0               | 0               |
| 12                 | Romell Quioto      | Houston Dynamo     | 9 août 1991 (27 ans)       | 0               | 0               | 0               | 0               | 0               |
| 17                 | Alberth Elis       | Houston Dynamo     | 16 février 1996 (23 ans)   | 0               | 0               | 0               | 0               | 0               |
| 23                 | Roger Rojas        | LD Alajuelense     | 9 juin 1990 (29 ans)       | 0               | 0               | 0               | 0               | 0               |
| Sélectionneur      |                    |                    |                            |                 |                 |                 |                 |                 |
|                    | Fabián Coito       |                    | 3 mars 1967 (52 ans)       |                 |                 |                 |                 |                 |

### Jamaïque
La liste des 23 joueurs est annoncée le 7 juin.
| Nom                | Nom               | Équipe actuelle            | Date de naissance et âge*  | J.              | Buts            |                 |                 |                 |
| Gardiens de but    | Gardiens de but   | Gardiens de but            | Gardiens de but            | Gardiens de but | Gardiens de but | Gardiens de but | Gardiens de but | Gardiens de but |
| ------------------ | ----------------- | -------------------------- | -------------------------- | --------------- | --------------- | --------------- | --------------- | --------------- |
| 1                  | Andre Blake       | Philadelphia Union         | 21 novembre 1990 (28 ans)  | 5               | 0               | 0               | 0               | 0               |
| 13                 | Dwayne Miller     | Syrianska                  | 14 juillet 1987 (31 ans)   | 0               | 0               | 0               | 0               | 0               |
| 23                 | Amal Knight       | UWI FC                     | 19 novembre 1993 (25 ans)  | 0               | 0               | 0               | 0               | 0               |
| Défenseurs         |                   |                            |                            |                 |                 |                 |                 |                 |
| 2                  | Jamoi Topey       | Bethlehem Steel            | 13 janvier 2000 (19 ans)   | 1               | 0               | 0               | 0               | 0               |
| 3                  | Michael Hector    | Sheffield Wednesday        | 19 juillet 1992 (26 ans)   | 5               | 0               | 1               | 0               | 0               |
| 4                  | Alvas Powell      | FC Cincinnati              | 18 juillet 1994 (24 ans)   | 5               | 0               | 0               | 0               | 0               |
| 5                  | Shaun Francis     | Louisville City FC         | 2 octobre 1986 (32 ans)    | 5               | 0               | 0               | 0               | 0               |
| 15                 | Damion Lowe       | IK Start                   | 5 mai 1993 (26 ans)        | 4               | 1               | 2               | 0               | 0               |
| 20                 | Kemar Lawrence    | New York Red Bulls         | 17 septembre 1992 (26 ans) | 5               | 0               | 0               | 0               | 0               |
| 21                 | Kevon Lambert     | Phoenix Rising             | 22 mars 1997 (22 ans)      | 1               | 0               | 0               | 0               | 0               |
| Milieux de terrain |                   |                            |                            |                 |                 |                 |                 |                 |
| 6                  | Andre Lewis       | Portmore FC                | 18 août 1994 (24 ans)      | 4               | 0               | 0               | 0               | 0               |
| 7                  | Leon Bailey       | Bayer 04 Leverkusen        | 9 août 1997 (21 ans)       | 4               | 0               | 0               | 0               | 0               |
| 10                 | Ricardo Morris    | Portmore FC                | 11 février 1992 (27 ans)   | 2               | 0               | 0               | 0               | 0               |
| 12                 | Je-Vaughn Watson  | OKC Energy FC              | 22 octobre 1983 (35 ans)   | 3               | 0               | 1               | 0               | 0               |
| 13                 | Peter-Lee Vassell | Los Angeles FC             | 3 février 1998 (21 ans)    | 2               | 0               | 1               | 0               | 0               |
| 14                 | Tyreek Magee      | Harbour View FC            | 27 août 1999 (19 ans)      | 1               | 0               | 0               | 0               | 0               |
| 16                 | Devon Williams    | Louisville City FC         | 8 avril 1992 (27 ans)      | 3               | 0               | 0               | 0               | 0               |
| Attaquants         |                   |                            |                            |                 |                 |                 |                 |                 |
| 8                  | Dever Orgill      | MKE Ankaragücü             | 8 mars 1990 (29 ans)       | 3               | 2               | 1               | 0               | 0               |
| 9                  | Maalique Foster   | Rio Grande Valley FC Toros | 5 novembre 1996 (22 ans)   | 0               | 0               | 0               | 0               | 0               |
| 11                 | Darren Mattocks   | FC Cincinnati              | 2 septembre 1990 (28 ans)  | 3               | 1               | 0               | 0               | 0               |
| 17                 | Shamar Nicholson  | NK Domžale                 | 16 mars 1997 (22 ans)      | 5               | 2               | 1               | 0               | 0               |
| 17                 | Junior Flemmings  | Phoenix Rising FC          | 16 janvier 1996 (23 ans)   | 5               | 0               | 2               | 0               | 0               |
| 17                 | Brian Brown       | Reno 1868 FC               | 29 décembre 1992 (26 ans)  | 3               | 0               | 0               | 0               | 0               |
| Sélectionneur      |                   |                            |                            |                 |                 |                 |                 |                 |
|                    | Theodore Whitmore |                            | 5 août 1972 (46 ans)       |                 |                 |                 |                 |                 |

### Salvador
La liste des 23 joueurs est annoncée le 28 mai.
| Nom                | Nom                  | Équipe actuelle     | Date de naissance et âge*  | J.              | Buts            |                 |                 |                 |
| Gardiens de but    | Gardiens de but      | Gardiens de but     | Gardiens de but            | Gardiens de but | Gardiens de but | Gardiens de but | Gardiens de but | Gardiens de but |
| ------------------ | -------------------- | ------------------- | -------------------------- | --------------- | --------------- | --------------- | --------------- | --------------- |
| 1                  | Henry Hernández      | CD Chalatenango     | 4 janvier 1985 (34 ans)    | 0               | 0               | 0               | 0               | 0               |
| 18                 | Kevin Carabantes     | CD Municipal Limeño | 20 mars 1995 (24 ans)      | 0               | 0               | 0               | 0               | 0               |
| 22                 | Oscar Pleitéz        | AD Isidro Metapán   | 6 février 1993 (26 ans)    | 0               | 0               | 0               | 0               | 0               |
| Défenseurs         |                      |                     |                            |                 |                 |                 |                 |                 |
| 2                  | Xavier García        | CD FAS              | 26 juin 1990 (28 ans)      | 0               | 0               | 0               | 0               | 0               |
| 3                  | Roberto Domínguez    | CD FAS              | 9 mai 1997 (22 ans)        | 0               | 0               | 0               | 0               | 0               |
| 4                  | Iván Mancía          | Alianza FC          | 1er mai 1989 (30 ans)      | 0               | 0               | 0               | 0               | 0               |
| 5                  | Alexander Méndoza    | Santa Tecla FC      | 4 juin 1990 (29 ans)       | 0               | 0               | 0               | 0               | 0               |
| 15                 | Jonathan Jiménez     | Alianza FC          | 12 juillet 1992 (26 ans)   | 0               | 0               | 0               | 0               | 0               |
| 20                 | Rubén Marroquín      | Alianza FC          | 15 octobre 1992 (26 ans)   | 0               | 0               | 0               | 0               | 0               |
| 21                 | Bryan Tamacas        | Sportivo Luqueño    | 21 février 1995 (24 ans)   | 0               | 0               | 0               | 0               | 0               |
| Milieux de terrain |                      |                     |                            |                 |                 |                 |                 |                 |
| 6                  | Narciso Orellana     | Alianza FC          | 28 janvier 1995 (24 ans)   | 0               | 0               | 0               | 0               | 0               |
| 7                  | Darwin Cerén         | Houston Dynamo      | 31 décembre 1989 (29 ans)  | 0               | 0               | 0               | 0               | 0               |
| 10                 | Jaime Alas           | Municipal           | 30 juillet 1989 (29 ans)   | 0               | 0               | 0               | 0               | 0               |
| 12                 | Marvin Monterrosa    | Alianza FC          | 3 mars 1991 (28 ans)       | 0               | 0               | 0               | 0               | 0               |
| 13                 | Santos Ortíz         | CD Águila           | 22 janvier 1993 (26 ans)   | 0               | 0               | 0               | 0               | 0               |
| 14                 | Andrés Flores        | Portland Timbers    | 31 août 1990 (28 ans)      | 0               | 0               | 0               | 0               | 0               |
| 16                 | Óscar Cerén          | Alianza FC          | 23 octobre 1991 (27 ans)   | 0               | 0               | 0               | 0               | 0               |
| 19                 | Gerson Mayén         | Santa Tecla FC      | 9 février 1989 (30 ans)    | 0               | 0               | 0               | 0               | 0               |
| 23                 | Diego Coca           | CD Águila           | 26 août 1994 (24 ans)      | 0               | 0               | 0               | 0               | 0               |
| Attaquants         |                      |                     |                            |                 |                 |                 |                 |                 |
| 8                  | David Rugamas        | CD FAS              | 17 février 1990 (29 ans)   | 0               | 0               | 0               | 0               | 0               |
| 9                  | Nelson Bonilla       | Bangkok United      | 11 septembre 1990 (28 ans) | 0               | 0               | 0               | 0               | 0               |
| 11                 | Juan Carlos Portillo | Alianza FC          | 26 décembre 1991 (27 ans)  | 0               | 0               | 0               | 0               | 0               |
| 17                 | Brayan Paz           | CD Águila           | 14 novembre 1997 (21 ans)  | 0               | 0               | 0               | 0               | 0               |
| Sélectionneur      |                      |                     |                            |                 |                 |                 |                 |                 |
|                    | Carlos de los Cobos  |                     | 10 décembre 1958 (60 ans)  |                 |                 |                 |                 |                 |

### Curaçao
La liste des 23 joueurs est annoncée le 7 juin.
| Nom                | Nom                | Équipe actuelle          | Date de naissance et âge*  | J.              | Buts            |                 |                 |                 |
| Gardiens de but    | Gardiens de but    | Gardiens de but          | Gardiens de but            | Gardiens de but | Gardiens de but | Gardiens de but | Gardiens de but | Gardiens de but |
| ------------------ | ------------------ | ------------------------ | -------------------------- | --------------- | --------------- | --------------- | --------------- | --------------- |
| 1                  | Eloy Room          | PSV Eindhoven            | 6 février 1989 (30 ans)    | 4               | 0               | 0               | 0               | 0               |
| 22                 | Jarzinho Pieter    | SV VESTA                 | 11 novembre 1987 (31 ans)  | 0               | 0               | 0               | 0               | 0               |
| 23                 | Zeus de la Paz     | Oldham Athletic AFC      | 11 mars 1995 (24 ans)      | 0               | 0               | 0               | 0               | 0               |
| Défenseurs         |                    |                          |                            |                 |                 |                 |                 |                 |
| 2                  | Cuco Martina       | Feyenoord Rotterdam      | 25 septembre 1989 (29 ans) | 4               | 0               | 0               | 0               | 0               |
| 3                  | Shermar Martina    | MVV Maastricht           | 14 avril 1996 (23 ans)     | 0               | 0               | 0               | 0               | 0               |
| 4                  | Darryl Lachman     | PEC Zwolle               | 11 novembre 1989 (29 ans)  | 4               | 0               | 0               | 0               | 0               |
| 5                  | Jurich Carolina    | NAC Breda                | 15 juillet 1998 (20 ans)   | 2               | 0               | 1               | 0               | 0               |
| 13                 | Juriën Gaari       | RKC Waalwijk             | 23 décembre 1993 (25 ans)  | 4               | 1               | 0               | 0               | 0               |
| 21                 | Ayrton Statie      | FC Lienden               | 22 juillet 1994 (24 ans)   | 4               | 0               | 0               | 0               | 0               |
| Milieux de terrain |                    |                          |                            |                 |                 |                 |                 |                 |
| 6                  | Michaël Maria      | Charlotte Independence   | 31 mars 1995 (24 ans)      | 4               | 0               | 0               | 0               | 0               |
| 8                  | Roly Bonevacia     | Western Sydney Wanderers | 8 octobre 1991 (27 ans)    | 0               | 0               | 0               | 0               | 0               |
| 10                 | Leandro Bacuna     | Cardiff City FC          | 21 août 1991 (27 ans)      | 4               | 1               | 0               | 0               | 0               |
| 12                 | Shanon Carmelia    | IJsselmeervogels         | 20 mars 1989 (30 ans)      | 1               | 0               | 0               | 0               | 0               |
| 15                 | Shermaine Martina  | MVV Maastricht           | 14 avril 1996 (23 ans)     | 4               | 0               | 2               | 0               | 0               |
| 17                 | Zinjo Constansia   | Jong Holland             | 6 avril 1990 (29 ans)      | 0               | 0               | 0               | 0               | 0               |
| 20                 | Jimbertson Vapor   | RKSV Scherpenheuvel      | 10 février 1996 (23 ans)   | 0               | 0               | 0               | 0               | 0               |
| Attaquants         |                    |                          |                            |                 |                 |                 |                 |                 |
| 7                  | Jarchinio Antonia  | AEL Limassol             | 27 décembre 1990 (28 ans)  | 2               | 0               | 1               | 0               | 0               |
| 9                  | Charlison Benschop | FC Ingolstadt 04         | 21 août 1989 (29 ans)      | 1               | 0               | 0               | 0               | 0               |
| 11                 | Gevaro Nepomuceno  | Oldham Athletic AFC      | 10 novembre 1992 (26 ans)  | 4               | 0               | 0               | 0               | 0               |
| 14                 | Kenji Gorré        | GD Estoril Praia         | 29 septembre 1994 (24 ans) | 2               | 0               | 0               | 0               | 0               |
| 16                 | Gino van Kessel    | KSV Roulers              | 9 mars 1993 (26 ans)       | 4               | 0               | 1               | 0               | 0               |
| 18                 | Elson Hooi         | ADO La Haye              | 1er octobre 1991 (27 ans)  | 4               | 0               | 1               | 0               | 0               |
| 19                 | Jafar Arias        | FC Emmen                 | 16 juin 1995 (23 ans)      | 4               | 0               | 0               | 0               | 0               |
| Sélectionneur      |                    |                          |                            |                 |                 |                 |                 |                 |
|                    | Remko Bicentini    |                          | 20 février 1968 (51 ans)   |                 |                 |                 |                 |                 |

## Groupe D

### États-Unis
La liste des 23 joueurs est annoncée le 5 juin.
| Nom                | Nom                | Équipe actuelle      | Date de naissance et âge*  | J.              | Buts            |                 |                 |                 |
| Gardiens de but    | Gardiens de but    | Gardiens de but      | Gardiens de but            | Gardiens de but | Gardiens de but | Gardiens de but | Gardiens de but | Gardiens de but |
| ------------------ | ------------------ | -------------------- | -------------------------- | --------------- | --------------- | --------------- | --------------- | --------------- |
| 1                  | Zack Steffen       | Columbus Crew SC     | 2 avril 1995 (24 ans)      | 0               | 0               | 0               | 0               | 0               |
| 12                 | Sean Johnson       | New York City FC     | 31 mai 1989 (30 ans)       | 0               | 0               | 0               | 0               | 0               |
| 22                 | Tyler Miller       | Los Angeles FC       | 12 mars 1993 (26 ans)      | 0               | 0               | 0               | 0               | 0               |
| Défenseurs         |                    |                      |                            |                 |                 |                 |                 |                 |
| 2                  | Nick Lima          | San Jose Earthquakes | 17 novembre 1994 (24 ans)  | 0               | 0               | 0               | 0               | 0               |
| 3                  | Omar Gonzalez      | CF Atlas             | 11 octobre 1988 (30 ans)   | 0               | 0               | 0               | 0               | 0               |
| 5                  | Walker Zimmerman   | Los Angeles FC       | 19 mai 1993 (26 ans)       | 0               | 0               | 0               | 0               | 0               |
| 13                 | Tim Ream           | Fulham FC            | 5 octobre 1987 (31 ans)    | 0               | 0               | 0               | 0               | 0               |
| 14                 | Reggie Cannon      | FC Dallas            | 11 juin 1998 (21 ans)      | 0               | 0               | 0               | 0               | 0               |
| 16                 | Daniel Lovitz      | Impact de Montréal   | 27 août 1991 (27 ans)      | 0               | 0               | 0               | 0               | 0               |
| 19                 | Matt Miazga        | Reading FC           | 19 juillet 1995 (23 ans)   | 0               | 0               | 0               | 0               | 0               |
| 23                 | Aaron Long         | New York Red Bulls   | 12 octobre 1992 (26 ans)   | 0               | 0               | 0               | 0               | 0               |
| Milieux de terrain |                    |                      |                            |                 |                 |                 |                 |                 |
| 4                  | Michael Bradley    | Toronto FC           | 31 juillet 1987 (31 ans)   | 0               | 0               | 0               | 0               | 0               |
| 6                  | Wil Trapp          | Columbus Crew SC     | 15 janvier 1993 (26 ans)   | 0               | 0               | 0               | 0               | 0               |
| 8                  | Weston McKennie    | FC Schalke 04        | 28 août 1998 (20 ans)      | 0               | 0               | 0               | 0               | 0               |
| 10                 | Christian Pulisic  | Borussia Dortmund    | 18 septembre 1998 (20 ans) | 0               | 0               | 0               | 0               | 0               |
| 15                 | Cristian Roldan    | Seattle Sounders FC  | 3 juin 1995 (24 ans)       | 0               | 0               | 0               | 0               | 0               |
| 20                 | Djordje Mihailovic | Chicago Fire         | 10 novembre 1998 (20 ans)  | 0               | 0               | 0               | 0               | 0               |
| Attaquants         |                    |                      |                            |                 |                 |                 |                 |                 |
| 7                  | Paul Arriola       | DC United            | 5 février 1995 (24 ans)    | 0               | 0               | 0               | 0               | 0               |
| 9                  | Gyasi Zardes       | Columbus Crew SC     | 2 septembre 1991 (27 ans)  | 0               | 0               | 0               | 0               | 0               |
| 11                 | Jordan Morris      | Seattle Sounders FC  | 26 octobre 1994 (24 ans)   | 0               | 0               | 0               | 0               | 0               |
| 17                 | Jozy Altidore      | Toronto FC           | 6 novembre 1989 (29 ans)   | 0               | 0               | 0               | 0               | 0               |
| 18                 | Jonathan Lewis     | Colorado Rapids      | 4 juin 1997 (22 ans)       | 0               | 0               | 0               | 0               | 0               |
| 21                 | Tyler Boyd         | MKE Ankaragücü       | 30 décembre 1994 (24 ans)  | 0               | 0               | 0               | 0               | 0               |
| Sélectionneur      |                    |                      |                            |                 |                 |                 |                 |                 |
|                    | Gregg Berhalter    |                      | 1er août 1973 (45 ans)     |                 |                 |                 |                 |                 |

### Panama
La liste des 23 joueurs est annoncée le 4 juin.
| Nom                | Nom                 | Équipe actuelle           | Date de naissance et âge* | J.              | Buts            |                 |                 |                 |
| Gardiens de but    | Gardiens de but     | Gardiens de but           | Gardiens de but           | Gardiens de but | Gardiens de but | Gardiens de but | Gardiens de but | Gardiens de but |
| ------------------ | ------------------- | ------------------------- | ------------------------- | --------------- | --------------- | --------------- | --------------- | --------------- |
| 1                  | Luis Mejía          | Nacional                  | 16 mars 1991 (28 ans)     | 0               | 0               | 0               | 0               | 0               |
| 12                 | José Calderón       | CD Guastatoya             | 14 août 1985 (33 ans)     | 0               | 0               | 0               | 0               | 0               |
| 22                 | Orlando Mosquera    | Tauro FC                  | 25 décembre 1994 (24 ans) | 0               | 0               | 0               | 0               | 0               |
| Défenseurs         |                     |                           |                           |                 |                 |                 |                 |                 |
| 2                  | Francisco Palacios  | San Francisco FC          | 10 décembre 1990 (28 ans) | 0               | 0               | 0               | 0               | 0               |
| 3                  | Harold Cummings     | San Jose Earthquakes      | 1er mars 1992 (27 ans)    | 0               | 0               | 0               | 0               | 0               |
| 4                  | Fidel Escobar       | Sporting San Miguelito    | 9 janvier 1995 (24 ans)   | 0               | 0               | 0               | 0               | 0               |
| 5                  | Román Torres        | Seattle Sounders FC       | 20 mars 1986 (33 ans)     | 0               | 0               | 0               | 0               | 0               |
| 6                  | Kevin Galván        | Sporting San Miguelito    | 10 mars 1996 (23 ans)     | 0               | 0               | 0               | 0               | 0               |
| 13                 | Adolfo Machado      | The Strongest             | 14 février 1985 (34 ans)  | 0               | 0               | 0               | 0               | 0               |
| 15                 | Erick Davis         | DAC Dunajská Streda       | 31 mars 1991 (28 ans)     | 0               | 0               | 0               | 0               | 0               |
| 23                 | Michael Murillo     | New York Red Bulls        | 11 février 1996 (23 ans)  | 0               | 0               | 0               | 0               | 0               |
| Milieux de terrain |                     |                           |                           |                 |                 |                 |                 |                 |
| 7                  | José Luis Rodríguez | Deportivo Alavés B        | 19 juin 1998 (20 ans)     | 0               | 0               | 0               | 0               | 0               |
| 8                  | Marcos Sánchez      | Tauro FC                  | 23 décembre 1989 (29 ans) | 0               | 0               | 0               | 0               | 0               |
| 10                 | Édgar Bárcenas      | Real Oviedo               | 23 octobre 1993 (25 ans)  | 0               | 0               | 0               | 0               | 0               |
| 11                 | Armando Cooper      | Maccabi Petah-Tikva       | 26 novembre 1987 (31 ans) | 0               | 0               | 0               | 0               | 0               |
| 19                 | Alberto Quintero    | Universitario de Deportes | 18 décembre 1987 (31 ans) | 0               | 0               | 0               | 0               | 0               |
| 20                 | Ernesto Walker      | Los Angeles Galaxy        | 9 février 1999 (20 ans)   | 0               | 0               | 0               | 0               | 0               |
| 21                 | Omar Browne         | Impact de Montréal        | 3 mai 1994 (25 ans)       | 0               | 0               | 0               | 0               | 0               |
| Attaquants         |                     |                           |                           |                 |                 |                 |                 |                 |
| 9                  | Gabriel Torres      | Universidad de Chile      | 31 octobre 1988 (30 ans)  | 0               | 0               | 0               | 0               | 0               |
| 14                 | Valentín Pimentel   | Plaza Amador              | 30 mai 1991 (28 ans)      | 0               | 0               | 0               | 0               | 0               |
| 16                 | Rolando Blackburn   | The Strongest             | 9 janvier 1990 (29 ans)   | 0               | 0               | 0               | 0               | 0               |
| 17                 | José Fajardo        | Al-Kawkab FC              | 18 août 1993 (25 ans)     | 0               | 0               | 0               | 0               | 0               |
| 18                 | Abdiel Arroyo       | Árabe Unido               | 13 décembre 1993 (25 ans) | 0               | 0               | 0               | 0               | 0               |
| Sélectionneur      |                     |                           |                           |                 |                 |                 |                 |                 |
|                    | Julio Dely Valdés   |                           | 12 mars 1967 (52 ans)     |                 |                 |                 |                 |                 |

### Trinité-et-Tobago
La liste des 23 joueurs est annoncée le 5 juin.
| Nom                | Nom                | Équipe actuelle            | Date de naissance et âge*  | J.              | Buts            |                 |                 |                 |
| Gardiens de but    | Gardiens de but    | Gardiens de but            | Gardiens de but            | Gardiens de but | Gardiens de but | Gardiens de but | Gardiens de but | Gardiens de but |
| ------------------ | ------------------ | -------------------------- | -------------------------- | --------------- | --------------- | --------------- | --------------- | --------------- |
| 1                  | Marvin Phillip     | Central FC                 | 1er août 1984 (34 ans)     | 2               | 0               | 0               | 0               | 0               |
| 21                 | Greg Ranjitsingh   | Orlando City SC            | 18 juillet 1993 (25 ans)   | 0               | 0               | 0               | 0               | 0               |
| 22                 | Adrian Foncette    | Police FC                  | 10 octobre 1988 (30 ans)   | 1               | 0               | 0               | 0               | 0               |
| Défenseurs         |                    |                            |                            |                 |                 |                 |                 |                 |
| 2                  | Aubrey David       | Deportivo Saprissa         | 11 octobre 1990 (28 ans)   | 3               | 0               | 0               | 0               | 0               |
| 5                  | Daneil Cyrus       | Al-Orobah FC               | 15 décembre 1990 (28 ans)  | 3               | 0               | 1               | 0               | 0               |
| 12                 | Carlyle Mitchell   | St. Ann's Rangers          | 8 août 1987 (31 ans)       | 1               | 0               | 0               | 0               | 0               |
| 15                 | Curtis Gonzales    | Defence Force FC           | 26 janvier 1989 (30 ans)   | 0               | 0               | 0               | 0               | 0               |
| 16                 | Alvin Jones        | OKC Energy FC              | 9 juillet 1994 (24 ans)    | 2               | 0               | 1               | 0               | 0               |
| 17                 | Mekeil Williams    | OKC Energy FC              | 24 juillet 1990 (28 ans)   | 2               | 0               | 0               | 0               | 0               |
| Milieux de terrain |                    |                            |                            |                 |                 |                 |                 |                 |
| 3                  | Joevin Jones       | Seattle Sounders FC        | 3 août 1991 (27 ans)       | 3               | 0               | 1               | 0               | 0               |
| 4                  | Neveal Hackshaw    | Indy Eleven                | 21 septembre 1995 (23 ans) | 1               | 0               | 0               | 0               | 0               |
| 6                  | Duane Muckette     | Memphis 901 FC             | 1er juillet 1995 (23 ans)  | 0               | 0               | 0               | 0               | 0               |
| 7                  | Cordell Cato       | OKC Energy FC              | 15 juillet 1992 (26 ans)   | 3               | 0               | 0               | 0               | 0               |
| 8                  | Khaleem Hyland     | Al-Faisaly FC              | 5 juin 1989 (30 ans)       | 2               | 0               | 0               | 0               | 0               |
| 10                 | Kevin Molino       | Minnesota United           | 17 juin 1990 (28 ans)      | 3               | 1               | 0               | 0               | 0               |
| 11                 | Levi García        | Hapoël Ironi Kiryat Shmona | 20 novembre 1997 (21 ans)  | 3               | 0               | 0               | 0               | 0               |
| 13                 | Nathan Lewis       | Lansing Ignite FC          | 20 juillet 1990 (28 ans)   | 2               | 0               | 0               | 0               | 0               |
| 14                 | Akeem Humphrey     | Club Sando FC              | 25 novembre 1995 (23 ans)  | 0               | 0               | 0               | 0               | 0               |
| 19                 | Kevan George       | Charlotte Independence     | 30 janvier 1990 (29 ans)   | 3               | 0               | 0               | 0               | 0               |
| 20                 | Jomal Williams     | W Connection               | 28 avril 1994 (25 ans)     | 2               | 0               | 0               | 0               | 0               |
| 23                 | Leston Paul        | Memphis 901 FC             | 11 mars 1990 (29 ans)      | 3               | 0               | 0               | 0               | 0               |
| Attaquants         |                    |                            |                            |                 |                 |                 |                 |                 |
| 9                  | Shahdon Winchester | W Connection               | 8 janvier 1992 (27 ans)    | 1               | 0               | 0               | 0               | 0               |
| 18                 | Lester Peltier     | Al-Orobah FC               | 13 septembre 1988 (30 ans) | 2               | 0               | 0               | 0               | 0               |
| Sélectionneur      |                    |                            |                            |                 |                 |                 |                 |                 |
|                    | Dennis Lawrence    |                            | 1er août 1974 (44 ans)     |                 |                 |                 |                 |                 |

### Guyana
La liste des 23 joueurs est annoncée le 30 mai.
| Nom                | Nom                  | Équipe actuelle          | Date de naissance et âge*  | J.              | Buts            |                 |                 |                 |
| Gardiens de but    | Gardiens de but      | Gardiens de but          | Gardiens de but            | Gardiens de but | Gardiens de but | Gardiens de but | Gardiens de but | Gardiens de but |
| ------------------ | -------------------- | ------------------------ | -------------------------- | --------------- | --------------- | --------------- | --------------- | --------------- |
| 1                  | Akel Clarke          | Walking Boyz Company     | 28 octobre 1988 (30 ans)   | 0               | 0               | 0               | 0               | 0               |
| 18                 | Alex Murray          | Santos Georgetown        | 21 novembre 1992 (26 ans)  | 0               | 0               | 0               | 0               | 0               |
| 22                 | Quillan Roberts      | Forge FC                 | 26 octobre 1994 (24 ans)   | 0               | 0               | 0               | 0               | 0               |
| Défenseurs         |                      |                          |                            |                 |                 |                 |                 |                 |
| 2                  | Kevin Layne          | Guyana Defence Force FC  | 1er janvier 1998 (21 ans)  | 0               | 0               | 0               | 0               | 0               |
| 3                  | Kadell Daniel        | Dover Athletic FC        | 3 juin 1994 (25 ans)       | 0               | 0               | 0               | 0               | 0               |
| 5                  | Jordan Dover         | Pittsburgh Riverhounds   | 14 décembre 1994 (24 ans)  | 0               | 0               | 0               | 0               | 0               |
| 6                  | Ronayne Marsh-Brown  | Peterborough Sports FC   | 13 novembre 1984 (34 ans)  | 0               | 0               | 0               | 0               | 0               |
| 8                  | Sam Cox              | Wealdstone FC            | 10 octobre 1990 (28 ans)   | 0               | 0               | 0               | 0               | 0               |
| 13                 | Liam Gordon          | Dagenham & Redbridge FC  | 15 mai 1999 (20 ans)       | 0               | 0               | 0               | 0               | 0               |
| 15                 | Terence Vancooten    | Stevenage FC             | 29 décembre 1997 (21 ans)  | 0               | 0               | 0               | 0               | 0               |
| 20                 | Matthew Briggs       | Maldon & Tiptree FC      | 6 mars 1991 (28 ans)       | 0               | 0               | 0               | 0               | 0               |
| Milieux de terrain |                      |                          |                            |                 |                 |                 |                 |                 |
| 4                  | Elliot Bonds         | Dagenham & Redbridge FC  | 23 mars 2000 (19 ans)      | 0               | 0               | 0               | 0               | 0               |
| 14                 | Daniel Wilson        | Western Tigers FC        | 1er novembre 1993 (25 ans) | 0               | 0               | 0               | 0               | 0               |
| 16                 | Neil Danns           | Bury FC                  | 23 novembre 1982 (36 ans)  | 0               | 0               | 0               | 0               | 0               |
| 19                 | Stephen Duke-McKenna | Bolton Wanderers FC      | 17 août 2000 (18 ans)      | 0               | 0               | 0               | 0               | 0               |
| 21                 | Brandon Beresford    | Peachtree City MOBA      | 15 juillet 1992 (26 ans)   | 0               | 0               | 0               | 0               | 0               |
| 23                 | Anthony Jeffrey      | Dover Athletic FC        | 3 octobre 1994 (24 ans)    | 0               | 0               | 0               | 0               | 0               |
| Attaquants         |                      |                          |                            |                 |                 |                 |                 |                 |
| 7                  | Keanu Marsh-Brown    | Newport County AFC       | 10 août 1992 (26 ans)      | 0               | 0               | 0               | 0               | 0               |
| 9                  | Sheldon Holder       | Morvant Caledonia United | 30 septembre 1991 (27 ans) | 0               | 0               | 0               | 0               | 0               |
| 10                 | Emery Welshman       | Forge FC                 | 9 novembre 1991 (28 ans)   | 0               | 0               | 0               | 0               | 0               |
| 11                 | Callum Harriott      | Reading FC               | 4 mars 1994 (25 ans)       | 0               | 0               | 0               | 0               | 0               |
| 12                 | Pernell Schultz      | Western Tigers FC        | 7 avril 1994 (25 ans)      | 0               | 0               | 0               | 0               | 0               |
| 17                 | Terell Ondaan        | SC Telstar               | 9 septembre 1993 (25 ans)  | 0               | 0               | 0               | 0               | 0               |
| Sélectionneur      |                      |                          |                            |                 |                 |                 |                 |                 |
|                    | Michael Johnson      |                          | 4 juillet 1973 (45 ans)    |                 |                 |                 |                 |                 |